# Станіслав Орлик
Станіслав Орлик гербу Новина (пол. Stanisław Orlik; пом. 1559, Краків) — шляхтич, придворний, урядник Королівства Польського. Представник роду Орликів. Прапрадід гетьмана Пилипа Орлика.

## Життєпис
Можливо, син королівського ложничого Миколая Орлика (†1534). Родовим маєтком роду з кінця XV ст. були Лазіська (пол. Łaziska) в Сандомирській землі, а не Лазіська поблизу Вельких Стшельц. Галіна Ковальська заперечувала походження його роду з Чехії, який осів у Сілезії.
Службу розпочав на королівському дворі, в час її закінчення у 1549 році мав почт з 8 коней. У 1532 році двічі брав участь у прийомі посольств з Порти: перше — при Яну Кердею (січень-березень), друге — при Мехмед-бегу у червні. 1534 року післясмеріт батька з братом Яном успадкувавЛазіську. Того ж року здійснив прощу до Палестини. У 1539 році працював при скарбу. У 1539 році: склав опис (інвентаризація) Конінського та Пиздрського староств після смерті їх посесора — каліського воєводи Станіслава Томіцького; став польним коронним писарем, зберігши титул придворного. Брав участь в оформленні пописів подільського війська (1540-41, Теребовля, 1543 — Меджибіж), попис 1549 не завершив через призначення на нову посаду.
12 лютого 1550 отримав право адмініструвати маєтки: Колпець, Коловиці, Крескова, Ломець, Гулич, Добра (Дрогобицький та Сяноцький повіти), також державлення війтівства у Солі, мит (пол. cło) дрогобицькийх та долинських.
Позичав значні суми королю, взамін отримав його згоду на викуп:
- у 1551 році — мита Долинського та війтівство у місті (на нього у 1553 році виробив право «доживоття» для дружини та сина); 4-х млинів (Перемишль, під Сіллю, 2 — у Дрогобичі)
- у 1553 — королівщин Кониківці, Нижанковичі, Таранівці та право «доживоття» на них
- у 1554 — війтівства у селі Чиків[3][4] (пол. Czyków) в Перемиському старостві
- у 1557 — села Бронів (Жидачівське староство); також право патронату над костелом у Долині

У 1558 отримав згоду на будівництво нового млина у Перемишлі.
Посади: писар польний коронний, жупник Руського воєводства (з 12 лютого 1550), війт Долини, патрон місцевого костелу.
Помер у Кракові, був похований у каплиці Христа-Збавителя міського костелу св. Трійці. За життя каплицю було відремонтовано його коштом, тому вона отримала іншу назву — Орликовська. Його вдова надала фундуш для виготовлення і встановлення у каплиці надгробку з червоного мармуру, який виготовив Джеронімо Канавезі (пізніше вдова подала позов на митця стосовно якогось замовлення, який тривав до 1574 року).

### Сім'я
Дружина Катажина з Коморовських, донька поланецького каштеляна Яна Коморовського. Шлюб уклали близько 1550 року. Діти:
- Ян (д/н—1592)
- Станіслав, у 1566—1568 роках навчались у Падуанському університеті.